# Chrysocraspeda callima
Chrysocraspeda callima là một loài bướm đêm trong họ Geometridae.